# Blyths roodmus
De Blyths roodmus (Carpodacus grandis) is een zangvogel uit de familie Fringillidae (Vinkachtigen).

## Verspreiding en leefgebied
Deze soort komt voor van noordelijk Afghanistan tot de westelijke Himalaya.